# Altorf

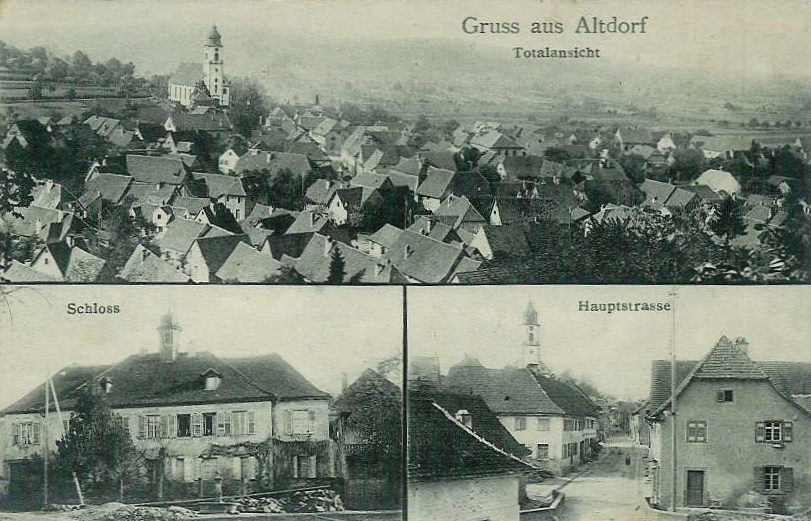
Altorf

Altorf – miejscowość i gmina we Francji, w regionie Grand Est, w departamencie Dolny Ren.
Według danych na rok 1990 gminę zamieszkiwało 941 osób, 92 os./km².